# Kwoka (Tatry)

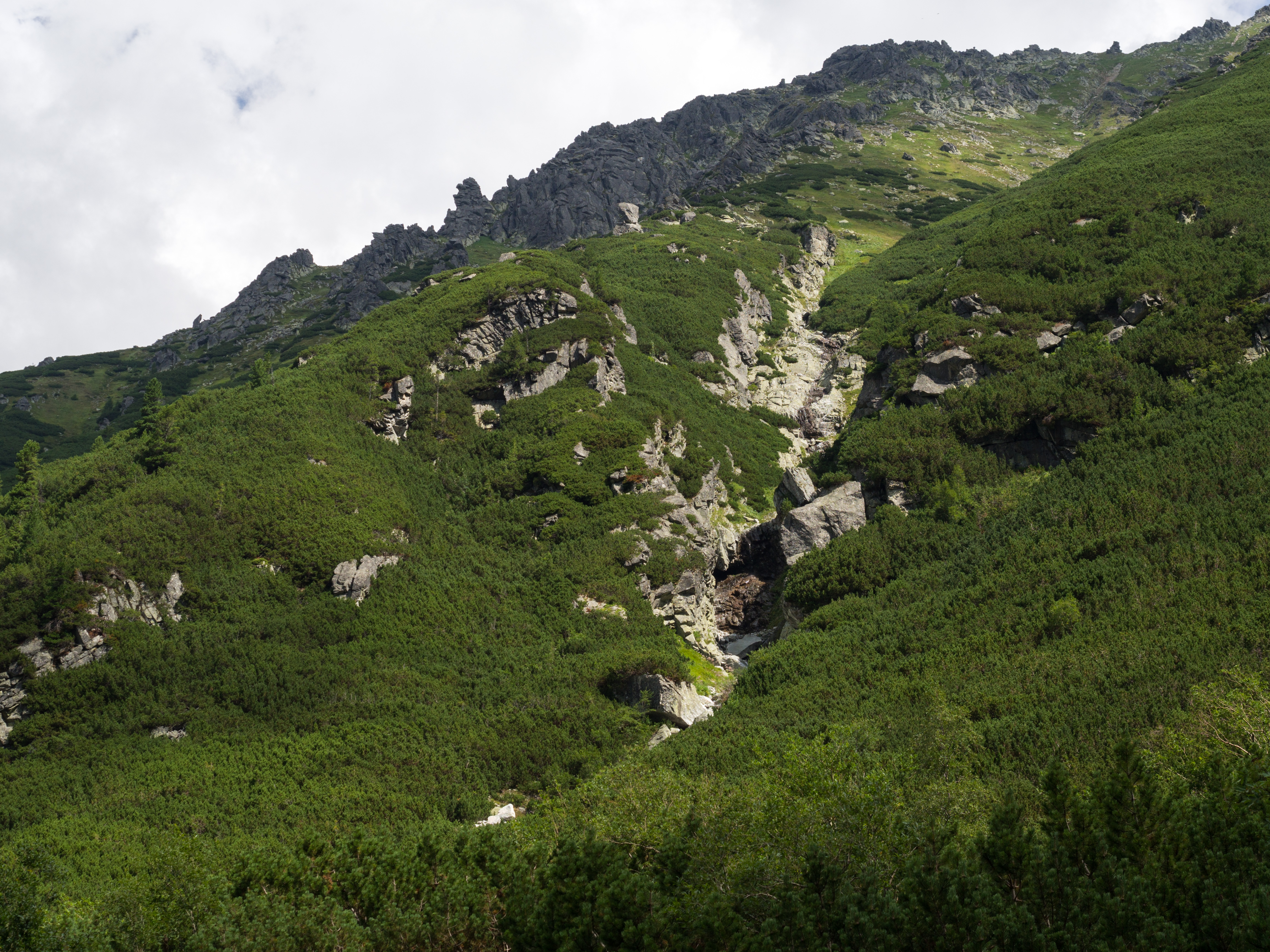
Opadające do Niewcyrki stoki Garajowej Strażnicy, w których znajduje się Kwoka

Kwoka – turnia w rejonie Grani Hrubego w słowackich Tatrach Wysokich. Jedyne co o niej wiadomo na pewno to to, że znajduje się w masywie Garajowej Strażnicy. Władysław Cywiński w 14. tomie przewodnika wspinaczkowego Tatry. Grań Hrubego w 2008 r. pisał: 100 lat temu któregoś z pierwszych turystów w masywie Garajowej Strażnicy poniosła fantazja i w jakimś stosie kamieni dojrzał kształt tytułowego ptaszyska. Od tego czasu rzecz wlecze się przez mapy i przewodniki, a lokalizacja obiektu, jak była, tak i jest niejasna. Obiekt ten, oraz Przełęcz  nad Kwoką przytaczają w swoich przewodnikach tatrolodzy Witold Henryk Paryski i Arno Puškáš, ale bez szczegółów topografii, a jedynie wzmiankując, że Kwoka znajduje się po stronie Niewcyrki. W. Cywiński, który bardzo dokładnie i wielokrotnie badał masyw Garajowej Strażnicy pisał: Wśród wielkiej rzeszy “kup kamieni” w tamtej okolicy są dwie “kupy” z dala rzucające się w oczy i mające w miarę osobliwe kształty. Jedna z nich to turniczka znajdująca się na wysokości około 2100 m w górnej części zachodniego żebra. Druga znajduje się na wysokości około 1980 m w żebrze południowo-zachodnim i po północno-wschodniej jej stronie jest zawalona głazami przełączka, na którą opada ona uskokiem o wysokości 6 m. Może to być wymieniana przez W.H. Paryskiego i A. Puškáša Przełęcz nad Kwoką. Ale w gęstej kosodrzewinie na wysokości około 1700 m jest jeszcze jeden samotny ostaniec. Nie da się ustalić, który z tych obiektów jest Kwoką.